# Lincoln Memorial

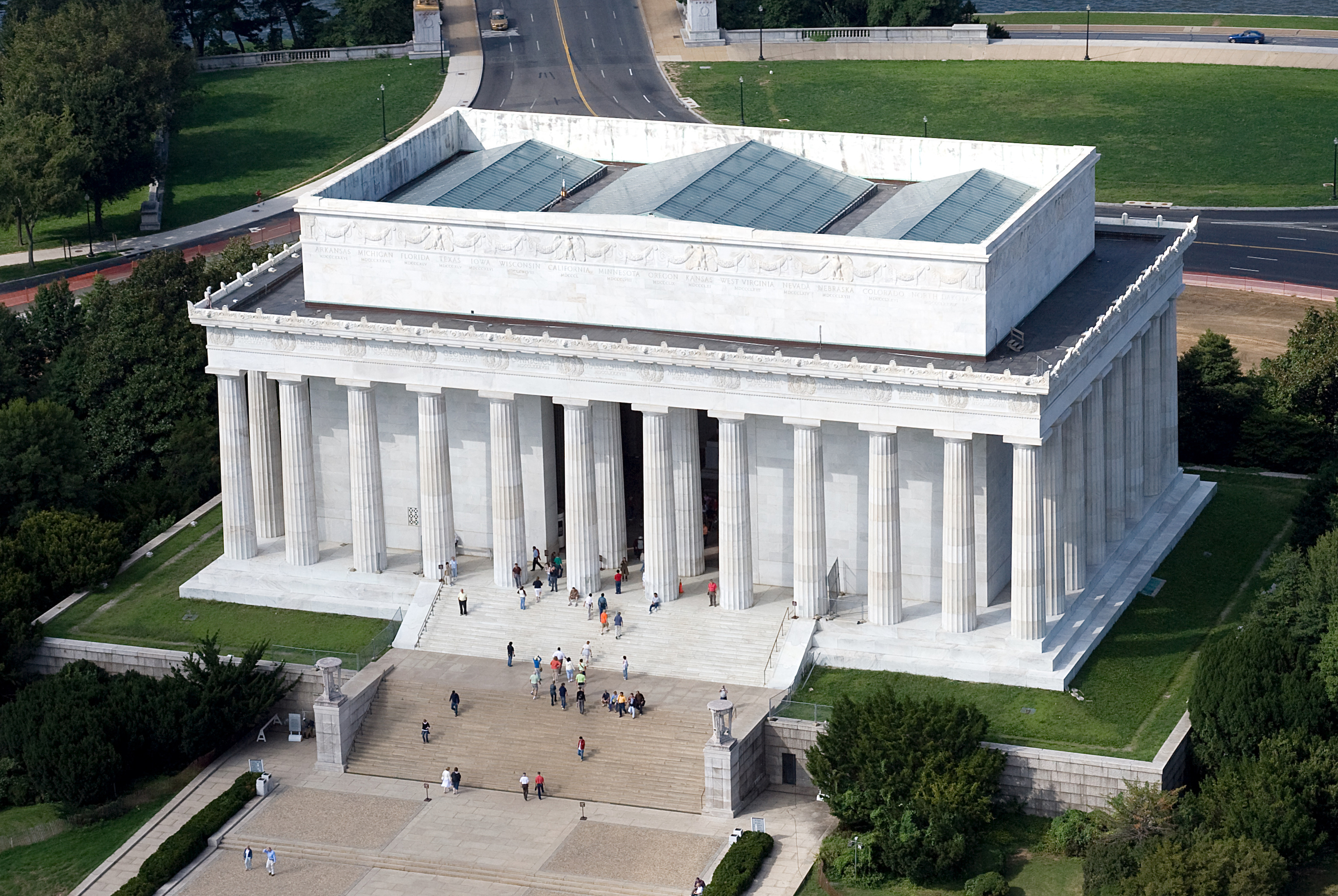
Het Lincoln Memorial

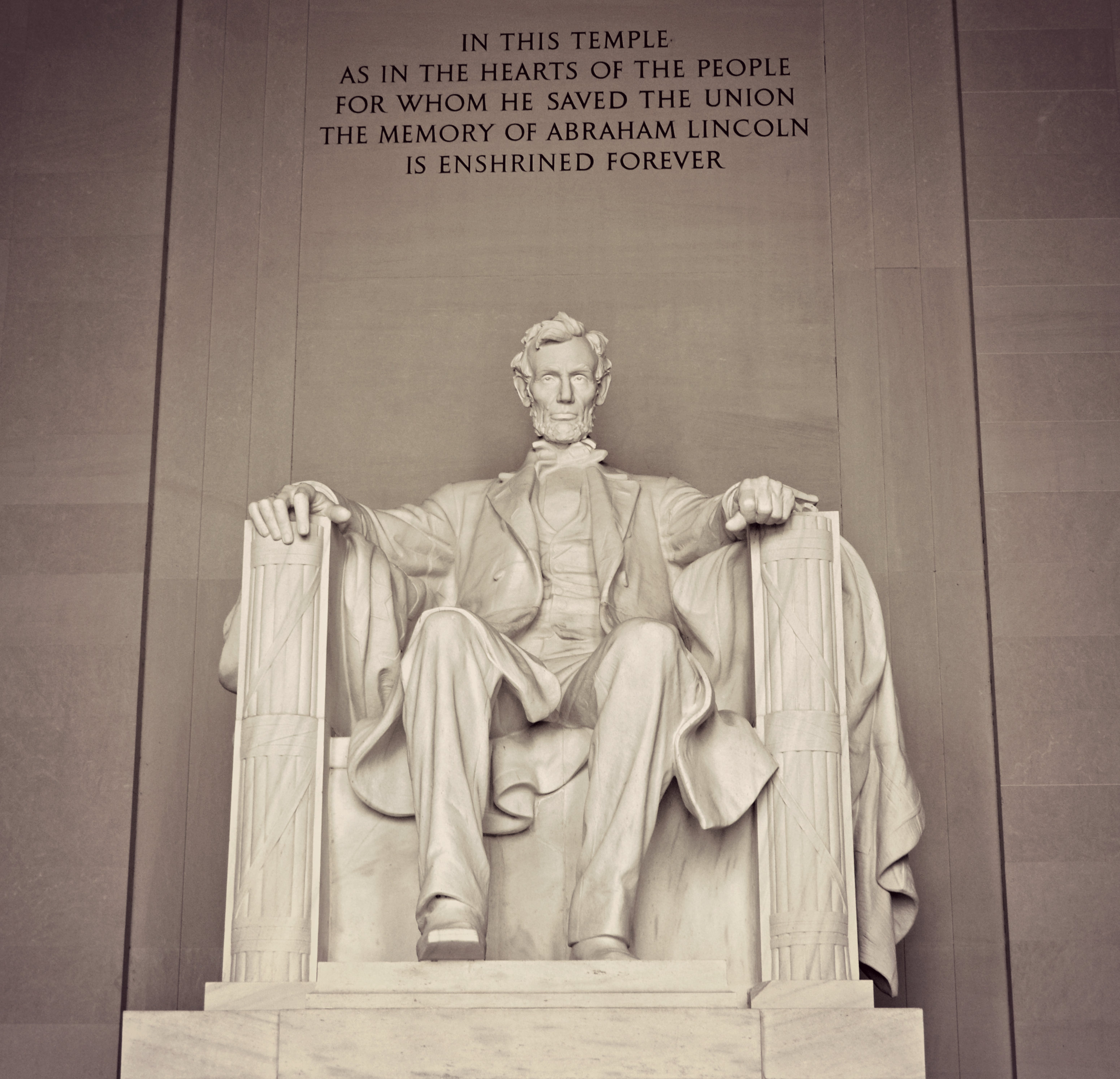
Het beeld van Lincoln

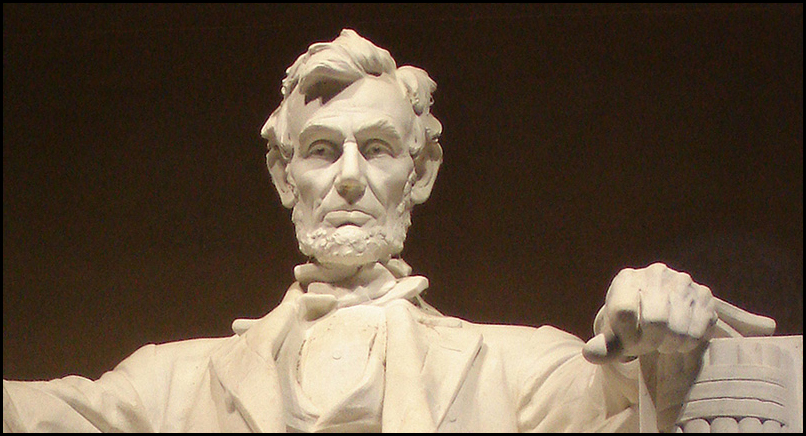
Close-up

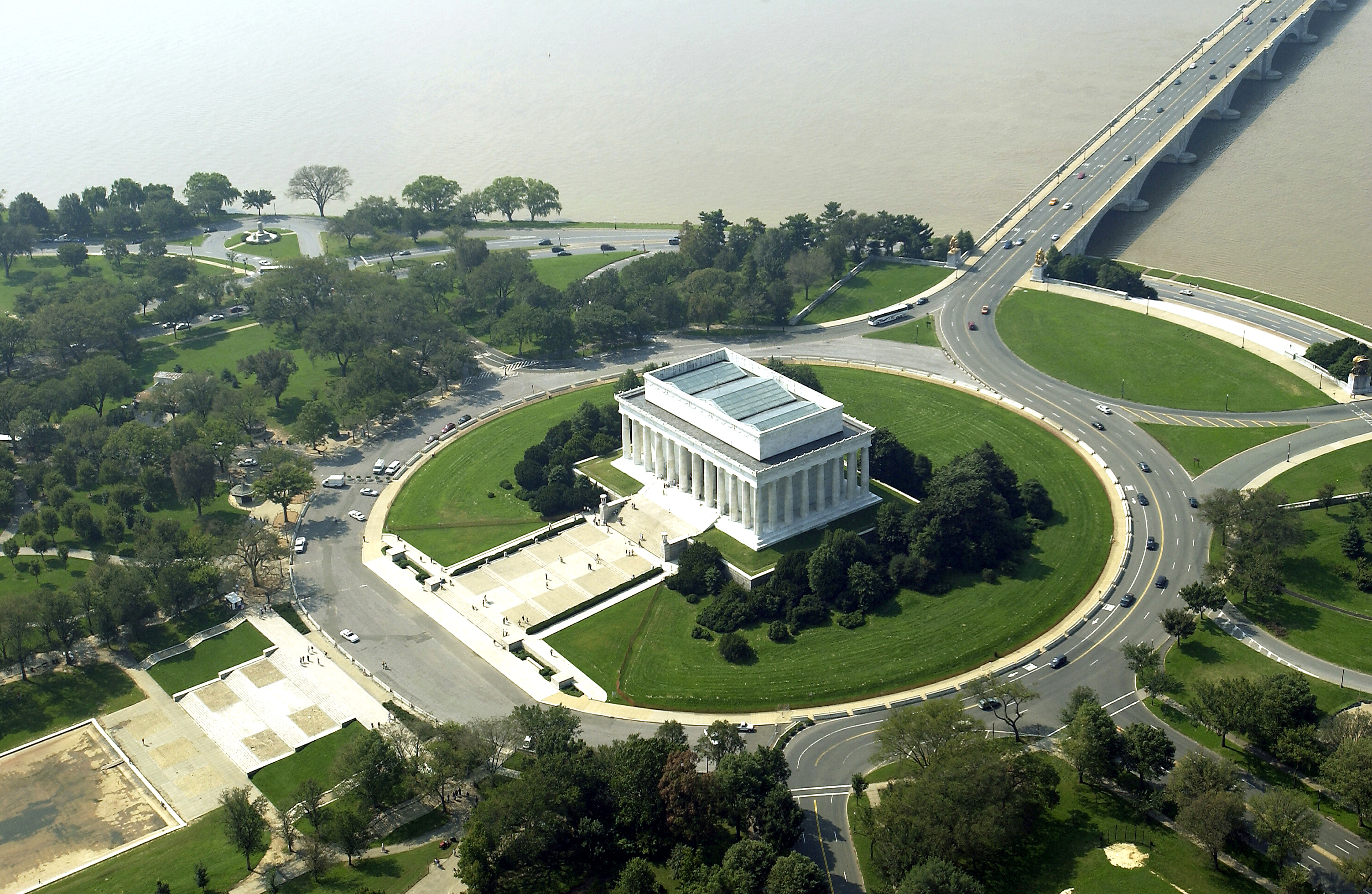
Het Lincoln Memorial vanuit de lucht

Het Lincoln Memorial (in het Nederlands het Lincolnmonument) gesitueerd in het verlengde van de National Mall in Washington, is een gedenkteken aan de Amerikaanse president Abraham Lincoln.

## Ontwerp en bouw
Het ontwerp was van de architect Henry Bacon. De eerste spade ging de grond in op 12 februari 1914, Lincolns 105e geboortedag. De handeling werd verricht door Joseph Blackburn, een militair ten tijde van de Burgeroorlog en lid van de monumentcommissie. Die commissie, onder voorzitterschap van oud-president Taft, had uit de voorgestelde ontwerpen, waaronder een Egyptische pyramide en een Mayatempel, een kopie van het Atheense Parthenon gekozen.

## Vormgeving
Het type steen dat voor het monument is gebruikt is het uit Indiana afkomstige kalksteen en het uit Colorado afkomstige marmer. In het monument bevindt zich een groot marmeren beeld van de oud-president, gemaakt door Daniel Chester French. De zittende figuur is 5,8 meter hoog. Het beeld staat op een sokkel van nog eens 3 meter hoog.
Het monument telt 36 massieve pilaren, elk 10 meter hoog. De 36 pilaren staan voor de 36 Amerikaanse staten die er op het moment van Lincolns dood waren.
Op de muur in het monument staat de volgende tekst:
IN THIS TEMPLE
AS IN THE HEARTS OF THE PEOPLE
FOR WHOM HE SAVED THE UNION
THE MEMORY OF ABRAHAM LINCOLN
IS ENSHRINED FOREVER
(In deze tempel, gelijk in de harten van de mensen voor wie hij de unie redde, is de nagedachtenis van Abraham Lincoln voor eeuwig vastgelegd.)

## Na de bouw
Het monument werd op 30 mei 1922 ingewijd. Daarbij waren de blanke en de zwarte aanwezigen streng gescheiden. Naast Taft en de zittende president Harding was er ook een zwarte spreker: het schoolhoofd Robert Russa Moton, die echter van Taft niet mocht zeggen, dat de wereld nog steeds wachtte op de verwezenlijking van de idealen van Lincoln.
Zoals alle andere monumenten in Washington, wordt ook het Lincoln Memorial beheerd door de National Park Service (NPS). Het monument is open van 8 uur 's ochtends tot middernacht.